# Edward J. King
Edward Joseph King, född 11 maj 1925 i Chelsea, Massachusetts, död 18 september 2006 i Burlington, Massachusetts, var en amerikansk politiker.
King var guvernör i delstaten Massachusetts 1979–1983.
King spelade amerikansk fotboll för Buffalo Bisons 1948–1949 i All-America Football Conference och 1950 för Baltimore Colts i National Football League.
King efterträdde 1979 Michael Dukakis som guvernör och efterträddes 1983 av företrädaren Dukakis. År 1985 bytte han parti från demokraterna till republikanerna.